# Nati nel 1844
| Questa pagina contiene informazioni ricavate automaticamente dalle voci biografiche con l'ausilio del template Bio e di un bot. L'aggiornamento è periodico e automatico e ricostruisce completamente la pagina. Se manca una persona in questa lista, sei pregato di non aggiungerla, ma accertati piuttosto che la sua voce biografica contenga il template Bio e che i dati anagrafici siano correttamente compilati. Se il template Bio manca, inseriscilo tu stesso o, in alternativa, metti l'avviso {{tmp\|Bio}} che ne segnala la mancanza. Se i dati riportati sono sbagliati, correggi direttamente la voce biografica; le modifiche saranno visibili in questa lista entro pochi giorni. Per chiarimenti vedi il progetto biografie. La lista contiene solo le 483 persone che sono citate nell'enciclopedia e per le quali è stato implementato correttamente il template Bio. Pagina aggiornata al 18 ago 2025. |

## Gennaio(34)
- 1º gennaio - Thomas Agar-Robartes, VI visconte Clifden, politico irlandese († 1930)
- 1º gennaio - Giuseppe Morgera, presbitero, scrittore e predicatore italiano († 1898)
- 2 gennaio - Barclay Vincent Head, numismatico britannico († 1914)
- 4 gennaio - Helen Kendrick Johnson, scrittrice e attivista statunitense († 1917)
- 4 gennaio - Dante Pantanelli, geologo e paleontologo italiano († 1913)
- 4 gennaio - Julius Zupitza, filologo e anglista tedesco († 1895)
- 5 gennaio - Achille Coen, storico italiano († 1921)
- 5 gennaio - Giovanni Battista Quadrone, pittore italiano († 1898)
- 7 gennaio - Bernadette Soubirous, mistica e religiosa francese († 1879)
- 9 gennaio - Julian Gayarre, tenore spagnolo († 1890)
- 10 gennaio - Hans Geelmuyden, astronomo norvegese († 1920)
- 15 gennaio - Cole Younger, pistolero statunitense († 1916)
- 16 gennaio - Friedrich Heinrich Suso Denifle, storico e presbitero austriaco († 1905)
- 16 gennaio - Ismail Qemali, politico albanese († 1919)
- 18 gennaio - Enea Piccolomini, grecista, filologo classico e bibliotecario italiano († 1910)
- 19 gennaio - Salvatore Cognetti de Martiis, economista italiano († 1901)
- 20 gennaio - Édouard Andignoux, politico francese († 1883)
- 21 gennaio - Mírzá Muḥammad, personalità religiosa iraniano († 1914)
- 22 gennaio - Alessandro Bruti Liberati, nobile italiano († 1914)
- 23 gennaio - Paul Brousse, politico francese († 1912)
- 23 gennaio - Celso Ceretti, patriota e anarchico italiano († 1909)
- 23 gennaio - Elimar di Oldenburg, nobile († 1895)
- 24 gennaio - Franziskus von Paula Schönborn, cardinale e arcivescovo cattolico ceco († 1899)
- 25 gennaio - Ekaterina Breško-Breškovskaja, rivoluzionaria russa († 1934)
- 26 gennaio - Riccardo Montalban, politico italiano († 1906)
- 27 gennaio - Giacomo Di Chirico, pittore italiano († 1883)
- 27 gennaio - Numa Droz, politico svizzero († 1899)
- 28 gennaio - Jean-Baptiste Eugène Bellier de la Chavignerie, entomologo francese († 1888)
- 28 gennaio - Gyula Benczúr, pittore ungherese († 1920)
- 28 gennaio - Leopoldo De Feis, archeologo e presbitero italiano († 1909)
- 29 gennaio - Vasilij Maksimovič Maksimov, pittore russo († 1911)
- 29 gennaio - Heinrich von Wittek, politico e nobile austriaco († 1930)
- 30 gennaio - Moritz von Bissing, generale tedesco († 1917)
- 31 gennaio - Victor Thorn, politico lussemburghese († 1930)

## Febbraio(49)
- 1º febbraio - Eduard Strasburger, botanico tedesco († 1912)
- 2 febbraio - Domenico Majone, attore teatrale italiano († 1872)
- 3 febbraio - Álvaro do Carvalhal, scrittore portoghese († 1868)
- 3 febbraio - Tolbert Lanston, inventore statunitense († 1913)
- 3 febbraio - Ernesto Martinez, militare, ingegnere navale e politico italiano († 1932)
- 3 febbraio - James Henry Reynolds, medico e militare britannico († 1932)
- 4 febbraio - Andrea Amrhein, monaco cristiano svizzero († 1927)
- 5 febbraio - Cesare Fani, politico italiano († 1914)
- 5 febbraio - Lothar Kempter, compositore e direttore d'orchestra svizzero († 1918)
- 5 febbraio - Aristide Rinaldini, cardinale e arcivescovo cattolico italiano († 1920)
- 6 febbraio - McKee Rankin, regista, commediografo e attore teatrale canadese († 1914)
- 7 febbraio - Mathias-Marie Duval, anatomista francese († 1907)
- 7 febbraio - Virginia Marini, attrice italiana († 1918)
- 8 febbraio - Paul Demeny, poeta francese († 1918)
- 8 febbraio - Alberto Pansa, diplomatico e politico italiano († 1928)
- 9 febbraio - Anatolij Koni, scrittore e giurista russo († 1927)
- 10 febbraio - Wendelin Förster, filologo austriaco († 1915)
- 11 febbraio - Giulio Pinchetti, poeta e giornalista italiano († 1870)
- 12 febbraio - Malinda Cramer, teologa statunitense († 1906)
- 12 febbraio - Gianbattista Troiani, scultore italiano († 1927)
- 13 febbraio - Carl Hermann Ethé, orientalista tedesco († 1917)
- 14 febbraio - Maria Francesca di Gesù, religiosa e missionaria italiana († 1904)
- 14 febbraio - Robert Themptander, politico svedese († 1897)
- 15 febbraio - Antoine-Alfred Marche, naturalista e esploratore francese († 1898)
- 15 febbraio - Maria Pognon, giornalista e attivista francese († 1925)
- 16 febbraio - Giuseppina Martinuzzi, pedagogista e giornalista italiana († 1925)
- 16 febbraio - James Guillaume, scrittore e anarchico svizzero († 1916)
- 16 febbraio - Marija Ėlimovna Meščerskaja, nobildonna russa († 1868)
- 17 febbraio - Giorgio Sonnino, politico italiano († 1921)
- 18 febbraio - Jacob Lüroth, matematico tedesco († 1910)
- 18 febbraio - Willem Maris, pittore olandese († 1910)
- 18 febbraio - Victorine Meurent, modella e pittrice francese († 1927)
- 18 febbraio - Saitō Hajime, militare giapponese († 1915)
- 19 febbraio - Aleksej Pavlovič Fedčenko, biologo e esploratore russo († 1873)
- 19 febbraio - Alice Hoschedé, francese († 1911)
- 20 febbraio - Ludwig Boltzmann, fisico, matematico e filosofo austriaco († 1906)
- 20 febbraio - Ernesto Monaci, filologo italiano († 1918)
- 20 febbraio - Mihály Munkácsy, pittore ungherese († 1900)
- 20 febbraio - Joshua Slocum, navigatore e scrittore statunitense († 1909)
- 20 febbraio - Annie Swynnerton, pittrice britannica († 1933)
- 21 febbraio - Alphonse Humbert, politico e giornalista francese († 1922)
- 21 febbraio - Charles-Marie Widor, organista e compositore francese († 1937)
- 22 febbraio - Geoffrey Barton, generale inglese († 1922)
- 24 febbraio - Raffaello Sorbi, pittore italiano († 1931)
- 25 febbraio - Leó Frankel, politico ungherese († 1896)
- 25 febbraio - Eugenio Geiringer, architetto e ingegnere italiano († 1904)
- 25 febbraio - Mario Rapisardi, poeta, traduttore e italianista italiano († 1912)
- 27 febbraio - Franz Schönaich, generale e politico austriaco († 1916)
- 28 febbraio - Luigi Belli, scultore italiano († 1919)

## Marzo(38)
- 1º marzo - Leopoldo Franciolini, antiquario e falsario italiano († 1920)
- 1º marzo - Giulio Rubini, imprenditore e politico italiano († 1917)
- 3 marzo - Aoki Shuzo, politico e diplomatico giapponese († 1914)
- 3 marzo - Hugo Heermann, violinista e docente tedesco († 1935)
- 3 marzo - Kōno Bairei, pittore e illustratore giapponese († 1895)
- 4 marzo - Josip Jurčič, scrittore sloveno († 1881)
- 7 marzo - Antony MacDonnell, I barone MacDonnell, politico irlandese († 1925)
- 7 marzo - Anthony Comstock, politico e attivista statunitense († 1915)
- 7 marzo - Dar'ja Konstantinovna Opočinina, nobildonna russa († 1870)
- 9 marzo - Giuseppe Fagnano, presbitero e missionario italiano († 1916)
- 10 marzo - Pablo de Sarasate, violinista e compositore spagnolo († 1908)
- 10 marzo - Marie Spartali Stillman, modella e pittrice inglese († 1927)
- 10 marzo - Carlo Tortorella, patriota italiano († 1902)
- 14 marzo - Umberto I di Savoia, sovrano italiano († 1900)
- 15 marzo - Ján Nepomuk Bobula, imprenditore, editore e attivista slovacco († 1903)
- 16 marzo - Heinrich Natter, scultore austriaco († 1892)
- 17 marzo - Emilio Buttironi, patriota italiano († 1919)
- 18 marzo - Nikolaj Andreevič Rimskij-Korsakov, compositore e docente russo († 1908)
- 19 marzo - Minna Canth, scrittrice finlandese († 1897)
- 19 marzo - Innocenzo da Berzo, presbitero italiano († 1890)
- 22 marzo - Claudio Jannet, avvocato, scrittore e saggista francese († 1894)
- 22 marzo - Aleksandr Michajlovič Kuzminskij, politico russo († 1917)
- 23 marzo - Eugène Gigout, compositore e organista francese († 1925)
- 23 marzo - Giuseppe Tarantini, politico italiano
- 24 marzo - László Arany, scrittore ungherese († 1898)
- 24 marzo - Padre Cícero, presbitero brasiliano († 1934)
- 24 marzo - Andrea Fossati, pittore italiano († 1919)
- 24 marzo - Camille Lemonnier, scrittore, giornalista e poeta belga († 1913)
- 25 marzo - George Edward Carpenter, compositore di scacchi statunitense († 1924)
- 25 marzo - Adolf Engler, botanico tedesco († 1930)
- 26 marzo - Henri-Alexandre Danlos, dermatologo francese († 1912)
- 26 marzo - Ernesto Della Torre, patriota e politico italiano († 1913)
- 27 marzo - Adolphus Greely, esploratore statunitense († 1935)
- 28 marzo - Filippo di Sassonia-Coburgo-Koháry, principe († 1921)
- 29 marzo - Armin Pavić, linguista croato († 1914)
- 30 marzo - Paul Verlaine, poeta francese († 1896)
- 31 marzo - Oskar Böttger, zoologo tedesco († 1910)
- 31 marzo - Andrew Lang, scrittore e poeta britannico († 1912)

## Aprile(35)
- 1º aprile - Nikolaj Skrydlov, ammiraglio russo († 1918)
- 2 aprile - Ulisse Carlo Bascherini, vescovo cattolico italiano († 1933)
- 3 aprile - Georg Ratzinger, presbitero e politico tedesco († 1899)
- 4 aprile - Felice Cameroni, critico letterario e giornalista italiano († 1913)
- 4 aprile - Alfred Wilhelm Dove, storico tedesco († 1916)
- 4 aprile - Efim Volkov, pittore russo († 1920)
- 5 aprile - Osbert Chadwick, ingegnere britannico († 1913)
- 5 aprile - Montague Chamberlain, ornitologo e naturalista canadese († 1924)
- 6 aprile - William Lyne, politico australiano († 1913)
- 7 aprile - Paschal Grousset, giornalista, scrittore e politico francese († 1909)
- 8 aprile - José Denis Belgrano, pittore spagnolo († 1917)
- 10 aprile - Jules de Burlet, politico belga († 1897)
- 10 aprile - Maria Schininà, religiosa italiana († 1910)
- 11 aprile - Vilhelm Herman Oluf Madsen, militare, politico e imprenditore danese († 1917)
- 12 aprile - Balthasar Kaltner, arcivescovo cattolico austriaco († 1918)
- 12 aprile - Franz Kullak, pianista e compositore tedesco († 1913)
- 13 aprile - Giulio Cicioni, religioso, naturalista e botanico italiano († 1923)
- 13 aprile - John Surratt, agente segreto statunitense († 1916)
- 14 aprile - Edoardo Bassini, chirurgo italiano († 1924)
- 14 aprile - Maria Immacolata di Borbone-Due Sicilie, principessa italiana († 1899)
- 16 aprile - Anatole France, scrittore francese († 1924)
- 16 aprile - Gustavo Monti, avvocato e politico italiano († 1913)
- 19 aprile - Rinaldo Casati, politico italiano († 1898)
- 20 aprile - Ernest Granger, politico e militare francese († 1914)
- 20 aprile - Juan Idiarte Borda, politico uruguaiano († 1897)
- 23 aprile - Sanford Ballard Dole, politico e giurista statunitense († 1926)
- 23 aprile - Paolo Mazzella, magistrato e politico italiano († 1917)
- 24 aprile - Karl von Gareis, giurista tedesco († 1923)
- 25 aprile - Viktor Balck, generale e dirigente sportivo svedese († 1928)
- 25 aprile - Giuseppe Bellucci, etnografo, paleontologo e chimico italiano († 1921)
- 26 aprile - Lizardo García, politico ecuadoriano († 1927)
- 27 aprile - Albert von Keller, pittore svizzero († 1920)
- 27 aprile - Alois Riehl, filosofo austriaco († 1924)
- 28 aprile - Eusebio Blasco, scrittore, giornalista e poeta spagnolo († 1903)
- 29 aprile - Hans von Koester, ammiraglio tedesco († 1928)

## Maggio(33)
- 1º maggio - Jules Gravereaux, botanico francese († 1916)
- 1º maggio - Henri Parinaud, oculista e neurologo francese († 1905)
- 2 maggio - Emil Schürer, storico e teologo tedesco († 1910)
- 3 maggio - Wilbur Olin Atwater, chimico e nutrizionista statunitense († 1907)
- 3 maggio - Richard D'Oyly Carte, impresario teatrale britannico († 1901)
- 3 maggio - Édouard Drumont, scrittore e giornalista francese († 1917)
- 4 maggio - Niccola Costella, politico italiano († 1907)
- 4 maggio - Gustav Gröber, filologo tedesco († 1911)
- 4 maggio - Theodor Puschmann, medico tedesco († 1899)
- 6 maggio - Max Wolff, medico tedesco († 1923)
- 8 maggio - Hermann Graedener, compositore, direttore d'orchestra e docente austriaco († 1929)
- 9 maggio - Georges Martin, medico e politico francese († 1916)
- 11 maggio - Vittorio Ellena, politico italiano († 1892)
- 11 maggio - Samuel Rinnah Van Sant, politico statunitense († 1936)
- 12 maggio - Silvio Arrivabene Valenti Gonzaga, imprenditore e politico italiano († 1913)
- 13 maggio - George Spencer-Churchill, VIII duca di Marlborough, nobile e ufficiale britannico († 1892)
- 14 maggio - Aleksandr Vasil'evič Kaul'bars, generale e esploratore russo († 1925)
- 16 maggio - John Hare, attore e direttore teatrale inglese († 1921)
- 17 maggio - Julius Wellhausen, storico, orientalista e islamista tedesco († 1918)
- 19 maggio - Gino Cittadella Vigodarzere, nobile, politico e scrittore italiano († 1917)
- 19 maggio - Horace Farquhar, I conte Farquhar, politico inglese († 1923)
- 19 maggio - Edmond Perrier, zoologo francese († 1921)
- 19 maggio - John Edwin Sandys, filologo classico britannico († 1922)
- 21 maggio - John Beresford, V marchese di Waterford, politico irlandese († 1895)
- 21 maggio - Henri Rousseau, pittore francese († 1910)
- 22 maggio - Mary Cassatt, pittrice statunitense († 1926)
- 23 maggio - 'Abdu'l-Bahá, persiano († 1921)
- 23 maggio - Alfred Espinas, sociologo, antropologo e filosofo francese († 1922)
- 24 maggio - Ivan Osipovič Jarkovskij, ingegnere e astronomo russo († 1902)
- 24 maggio - Friedrich Trendelenburg, chirurgo tedesco († 1924)
- 25 maggio - Francisco Gregorio Billini, scrittore, politico e pedagogo dominicano († 1898)
- 27 maggio - Teresa Helena Higginson, mistica britannica († 1905)
- 30 maggio - Félix Arnaudin, poeta, fotografo e etnografo francese († 1921)

## Giugno(30)
- 1º giugno - Vasilij Dmitrievič Polenov, pittore russo († 1927)
- 3 giugno - Alfred Gaselee, generale britannico († 1918)
- 3 giugno - Garret Hobart, politico statunitense († 1899)
- 3 giugno - Detlev von Liliencron, poeta e scrittore tedesco († 1909)
- 6 giugno - Konstantin Apollonovič Savickij, pittore russo († 1905)
- 7 giugno - Giovanni Battista Melzi, letterato e enciclopedista italiano († 1911)
- 9 giugno - Leonid Sobolev, militare e politico russo († 1913)
- 10 giugno - Carl Hagenbeck, mercante tedesco († 1913)
- 11 giugno - William Robert Brooks, astronomo statunitense († 1922)
- 11 giugno - Odoardo Luchini, giurista e politico italiano († 1906)
- 11 giugno - Giuseppe Ruggi, chirurgo italiano († 1925)
- 11 giugno - Ludovico Seitz, pittore italiano († 1908)
- 12 giugno - Klaus Berntsen, politico danese († 1927)
- 13 giugno - Antonio Bortone, scultore italiano († 1938)
- 14 giugno - Costanzo Chauvet, giornalista italiano († 1918)
- 14 giugno - Antonino Leto, pittore italiano († 1913)
- 14 giugno - Édouard Naville, archeologo e egittologo svizzero († 1926)
- 15 giugno - Charlotte Despard, romanziera britannica († 1939)
- 17 giugno - Hartwig Derenbourg, orientalista, storico e traduttore francese († 1908)
- 18 giugno - Rudolf von Khevenhüller-Metsch, diplomatico e nobile austriaco († 1910)
- 22 giugno - Emilio Boni, scultore e pittore italiano († 1867)
- 24 giugno - Baldassarre Odescalchi, politico italiano († 1909)
- 24 giugno - Placido Riccardi, monaco cristiano italiano († 1915)
- 26 giugno - Jules Aviat, pittore francese († 1931)
- 27 giugno - Arthur Gardiner Butler, entomologo, aracnologo e ornitologo britannico († 1925)
- 28 giugno - John Boyle O'Reilly, poeta, scrittore e attivista irlandese († 1890)
- 29 giugno - Francesco Durante, politico e chirurgo italiano († 1934)
- 29 giugno - Pietro I di Serbia, re serbo († 1921)
- 29 giugno - Federico Peliti, imprenditore, fotografo e scultore italiano († 1914)
- 29 giugno - Pëtr Nikitič Tkačëv, rivoluzionario e scrittore russo († 1886)

## Luglio(32)
- 1º luglio - Verney Lovett Cameron, esploratore britannico († 1894)
- 1º luglio - Vittorio de Riccabona, politico italiano († 1927)
- 2 luglio - Federigo Verdinois, giornalista, scrittore e traduttore italiano († 1927)
- 3 luglio - Dankmar Adler, architetto e ingegnere statunitense († 1900)
- 4 luglio - Edmonia Lewis, scultrice statunitense († 1907)
- 5 luglio - Fortunato Mizzi, politico maltese († 1905)
- 5 luglio - Edmond Marie Petitjean, pittore francese († 1925)
- 7 luglio - Giacomo Barzellotti, filosofo italiano († 1917)
- 8 luglio - Alessandro Gherardi, archivista e storico italiano († 1908)
- 8 luglio - Oreste Tommasini, storico italiano († 1919)
- 10 luglio - Amalie Materna, soprano e insegnante austriaca († 1918)
- 12 luglio - Thomas Frederick Crane, linguista statunitense († 1927)
- 12 luglio - Ferdinando d'Orléans, principe francese († 1910)
- 13 luglio - Jack Henderson, calciatore nordirlandese († 1932)
- 13 luglio - Giuseppe Pasolini Zanelli, nobile e politico italiano († 1909)
- 14 luglio - Smith Streeter, giocatore di roque statunitense († 1930)
- 20 luglio - Hugh Dawnay, VIII visconte Downe, generale irlandese († 1924)
- 20 luglio - John Sholto Douglas, IX marchese di Queensberry, nobiluomo scozzese († 1900)
- 21 luglio - Guglielmo Cappa, ingegnere italiano († 1905)
- 21 luglio - Luciano Cordeiro, geografo e letterato portoghese († 1900)
- 21 luglio - Joan Röell, politico e avvocato olandese († 1914)
- 22 luglio - William Archibald Spooner, presbitero inglese († 1930)
- 23 luglio - Hermann David Salomon Corrodi, pittore italiano († 1905)
- 23 luglio - Harriet Williams Russell Strong, inventrice, filantropa e attivista statunitense († 1926)
- 25 luglio - Thomas Eakins, pittore, fotografo e scultore statunitense († 1916)
- 25 luglio - Gustave Garaud, pittore francese († 1914)
- 27 luglio - Pasquale Martignetti, politico italiano († 1920)
- 28 luglio - Gerard Manley Hopkins, gesuita e poeta inglese († 1889)
- 28 luglio - Lorenzo Latorre, politico e militare uruguaiano († 1916)
- 31 luglio - Carlo Augusto di Sassonia-Weimar-Eisenach, principe tedesco († 1894)
- 31 luglio - Ignazio Guidi, storico, politico e ebraista italiano († 1935)
- 31 luglio - Léon Lhermitte, pittore francese († 1925)

## Agosto(38)
- 1º agosto - Levi Ankeny, politico statunitense († 1921)
- 1º agosto - Gustav Albert Schwalbe, antropologo tedesco († 1916)
- 2 agosto - Alessandro di Oldenburg, principe tedesco († 1932)
- 3 agosto - Alfonso Di Brocchetti, ammiraglio e politico italiano († 1918)
- 4 agosto - Henri Berger, compositore prussiano († 1929)
- 5 agosto - Giuseppe Bertucci, patriota e fotografo italiano († 1926)
- 5 agosto - Il'ja Efimovič Repin, pittore e scultore russo († 1930)
- 6 agosto - Alfredo, duca di Sassonia-Coburgo-Gotha, principe inglese († 1900)
- 7 agosto - Auguste Michel-Lévy, ingegnere, geologo e mineralogista francese († 1911)
- 8 agosto - Luigi Cavenaghi, restauratore e pittore italiano († 1918)
- 8 agosto - Nagai Nagayoshi, farmacista giapponese († 1929)
- 9 agosto - Hugo Blümner, archeologo e filologo classico tedesco († 1919)
- 12 agosto - Muhammad Ahmad, politico e mistico sudanese († 1885)
- 13 agosto - Friedrich Miescher, biologo svizzero († 1895)
- 14 agosto - Francesca Maria d'Orléans, duchessa francese († 1925)
- 15 agosto - Adhémar Schwitzguébel, sindacalista e anarchico svizzero († 1895)
- 15 agosto - Charles Woodruff, arciere statunitense († 1927)
- 16 agosto - Lawrence Dundas, I marchese di Zetland, politico, scrittore e storico britannico († 1929)
- 17 agosto - Francis Bertie, I visconte Bertie di Thame, diplomatico inglese († 1919)
- 17 agosto - Menelik II, imperatore etiope († 1913)
- 19 agosto - Adelbert Brownlow-Cust, III conte Brownlow, ufficiale e politico inglese († 1921)
- 20 agosto - Fredericus Anna Jentink, zoologo olandese († 1913)
- 20 agosto - Mutsu Munemitsu, politico e diplomatico giapponese († 1897)
- 22 agosto - George Washington De Long, navigatore e esploratore statunitense († 1881)
- 22 agosto - Sof'ja Tolstaja, contessa russa († 1919)
- 23 agosto - Angelo Annaratone, politico e patriota italiano († 1922)
- 23 agosto - Frederick Carrington, generale inglese († 1913)
- 24 agosto - Émile Oustalet, ornitologo francese († 1905)
- 25 agosto - Thomas Muir, matematico scozzese († 1934)
- 26 agosto - José Villegas Cordero, pittore spagnolo († 1921)
- 27 agosto - John Alexander Harvie-Brown, naturalista e ornitologo scozzese († 1916)
- 29 agosto - Edward Carpenter, scrittore e poeta inglese († 1929)
- 30 agosto - Gustav Kastropp, poeta e librettista tedesco († 1925)
- 30 agosto - Friedrich Ratzel, etnologo e geografo tedesco († 1904)
- 30 agosto - Emily Ruete, principessa tanzaniana († 1924)
- 30 agosto - Ugo di Sant'Onofrio del Castillo, politico italiano († 1928)
- 31 agosto - Felice Avogadro di Quinto, generale italiano († 1907)
- 31 agosto - Elizabeth Stuart Phelps Ward, scrittrice e attivista statunitense († 1911)

## Settembre(30)
- 7 settembre - Behanzin, re († 1906)
- 9 settembre - Wilhelm von Branca, geologo e paleontologo tedesco († 1928)
- 9 settembre - Louis Rossel, militare francese († 1871)
- 9 settembre - Hubert Sattler, oculista austriaco († 1928)
- 12 settembre - Bassano Gabba, avvocato, giurista e politico italiano († 1928)
- 12 settembre - Alfred Guillou, pittore francese († 1926)
- 12 settembre - Rudolph Scheffer, botanico olandese († 1880)
- 13 settembre - Paolo Borghese, nobile, gastronomo e scrittore italiano († 1920)
- 13 settembre - Ludwig von Falkenhausen, generale tedesco († 1936)
- 13 settembre - Anna Lea Merritt, pittrice statunitense († 1930)
- 13 settembre - Ann Eliza Young, statunitense († 1925)
- 14 settembre - Ernesto Cerruti, imprenditore italiano († 1915)
- 14 settembre - James Smith, calciatore scozzese († 1876)
- 15 settembre - Annibale Riccò, astronomo e astrofisico italiano († 1919)
- 16 settembre - Léonie Aviat, religiosa francese († 1914)
- 16 settembre - Domenico Melegatti, pasticciere italiano († 1914)
- 17 settembre - Guido Sylva, patriota e scrittore italiano († 1928)
- 18 settembre - Cassius Marcellus Coolidge, pittore statunitense († 1934)
- 20 settembre - Mary Foster, filantropa statunitense († 1930)
- 20 settembre - Domizio Panini, ingegnere italiano († 1909)
- 21 settembre - Svetomir Nikolajević, politico serbo († 1922)
- 22 settembre - Pier Desiderio Pasolini, politico, storico e scrittore italiano († 1920)
- 23 settembre - Tommaso Gessi, nobile e politico italiano († 1913)
- 23 settembre - Max Noether, matematico tedesco († 1921)
- 24 settembre - Pietro Pavesi, naturalista, aracnologo e ornitologo italiano († 1907)
- 27 settembre - Władysław Wincenty Krasiński, nobile e scrittore polacco († 1873)
- 28 settembre - Milton Nobles, sceneggiatore, romanziere e commediografo statunitense († 1924)
- 29 settembre - Miguel Juárez Celman, politico e avvocato argentino († 1909)
- 29 settembre - Filippo Masci, filosofo e politico italiano († 1922)
- 29 settembre - Giachen Caspar Muoth, scrittore e poeta svizzero († 1906)

## Ottobre(39)
- 1º ottobre - Stefano Donadoni, pittore italiano († 1911)
- 3 ottobre - Patrick Manson, medico scozzese († 1922)
- 4 ottobre - Théophile Dufour, avvocato e storico svizzero († 1922)
- 5 ottobre - Francesco De Pietro, vescovo cattolico italiano († 1934)
- 8 ottobre - Paul Lhérie, tenore e baritono francese († 1937)
- 8 ottobre - Giacomo Lumbroso, archeologo, storico e glottologo italiano († 1925)
- 9 ottobre - Tommaso Juglaris, pittore italiano († 1925)
- 10 ottobre - Franz Tavella, scultore austriaco († 1931)
- 11 ottobre - Henry John Heinz, imprenditore statunitense († 1919)
- 11 ottobre - Ernst Leopold Salkowski, biochimico tedesco († 1923)
- 13 ottobre - Francesco Conteduca, marinaio italiano († 1930)
- 13 ottobre - Albert Socin, orientalista svizzero († 1899)
- 14 ottobre - Ausano Labadini, patriota e funzionario italiano († 1916)
- 15 ottobre - Simon Gregorčič, poeta sloveno († 1906)
- 15 ottobre - Friedrich Nietzsche, filosofo, filologo e scrittore tedesco († 1900)
- 16 ottobre - Friedrich Mitterwurzer, attore teatrale, regista e drammaturgo tedesco († 1897)
- 17 ottobre - Enrico Belli-Blanes, attore teatrale italiano († 1903)
- 17 ottobre - Gustave Schlumberger, storico e numismatico francese († 1929)
- 18 ottobre - Amilcare Cipriani, patriota e anarchico italiano († 1918)
- 18 ottobre - Harvey Washington Wiley, chimico statunitense († 1930)
- 20 ottobre - Paolo Soprani, imprenditore italiano († 1918)
- 21 ottobre - Angelo Armenante, matematico italiano († 1878)
- 22 ottobre - Sarah Bernhardt, attrice francese († 1923)
- 22 ottobre - Paul Boeswillwald, architetto, storico dell'arte e restauratore francese († 1931)
- 22 ottobre - Louis Riel, politico canadese († 1885)
- 23 ottobre - Johnny Behan, statunitense († 1912)
- 23 ottobre - Édouard Branly, fisico francese († 1940)
- 23 ottobre - Robert Bridges, poeta britannico († 1930)
- 23 ottobre - Wilhelm Leibl, pittore tedesco († 1900)
- 24 ottobre - Karl Lueger, politico austriaco († 1910)
- 25 ottobre - Joseph Marmette, storico e romanziere canadese († 1895)
- 25 ottobre - Philip Wicksteed, economista, storico e critico letterario inglese († 1927)
- 27 ottobre - Klas Pontus Arnoldson, politico, giornalista e scrittore svedese († 1916)
- 28 ottobre - Pellegrino Molossi, giornalista e editore italiano († 1912)
- 28 ottobre - Gennaro Orlando, storico e commediografo italiano († 1912)
- 29 ottobre - Antonio Agostinelli, pallonista italiano († 1904)
- 29 ottobre - Albert Salomon von Rothschild, banchiere, filantropo e collezionista d'arte austriaco († 1911)
- 30 ottobre - Georges Henri Halphen, matematico francese († 1889)
- 30 ottobre - Domenico Sciacca Della Scala, agronomo e politico italiano († 1900)

## Novembre(33)
- 1º novembre - Olga Wisinger-Florian, pittrice austriaca († 1926)
- 2 novembre - Mehmet V, sultano e califfo ottomano († 1918)
- 3 novembre - Emil Ponfick, patologo tedesco († 1913)
- 4 novembre - Edward Dannreuther, pianista e musicologo tedesco († 1905)
- 5 novembre - Eugénie Potonié-Pierre, attivista francese († 1898)
- 6 novembre - Francois Maurice Allotte de la Füye, militare, archeologo e numismatico francese († 1939)
- 6 novembre - Giovanni Previtera, vescovo cattolico italiano († 1903)
- 6 novembre - Ettore Vitale, ingegnere italiano († 1935)
- 7 novembre - Albert Dastre, fisiologo francese († 1917)
- 7 novembre - Rickard Daniel Gwydir, militare indiano († 1925)
- 9 novembre - Johannes Baptiste Olaf Fallize, vescovo cattolico e politico lussemburghese († 1933)
- 11 novembre - Ludolf von Alvensleben, generale tedesco († 1912)
- 13 novembre - William Wilson, giornalista e allenatore di pallanuoto britannico († 1912)
- 14 novembre - Paul Mathey, pittore francese († 1929)
- 14 novembre - Louis-Gustave Richelot, ginecologo e chirurgo francese († 1924)
- 15 novembre - Mary Maurice, attrice statunitense († 1918)
- 16 novembre - Francesco Saverio Mercaldi, pittore, poeta e scrittore italiano († 1923)
- 17 novembre - Augusto Alfani, pedagogista e filologo italiano († 1923)
- 18 novembre - Édouard-Théophile Blanchard, pittore francese († 1879)
- 18 novembre - Felix Boh, scrittore tedesco († 1923)
- 19 novembre - Maxime Vuillaume, ingegnere e giornalista francese († 1925)
- 20 novembre - Gian Pietro Porro, esploratore italiano († 1886)
- 21 novembre - Ivan Andreevič Arapov, ufficiale russo († 1913)
- 21 novembre - Ada Cambridge, scrittrice e poetessa britannica († 1926)
- 21 novembre - Vladan Đorđević, politico e scrittore serbo († 1930)
- 21 novembre - Francis Leon, attore teatrale, cantante e danzatore statunitense
- 22 novembre - Pavel Gerdt, ballerino russo († 1917)
- 24 novembre - Friedrich Jolly, neurologo e psichiatra tedesco († 1904)
- 24 novembre - Amalia Streitel, religiosa tedesca († 1911)
- 25 novembre - Karl Benz, ingegnere tedesco († 1929)
- 27 novembre - Vital Maria Gonçalves de Oliveira, vescovo cattolico brasiliano († 1878)
- 28 novembre - Angelo Masini, tenore italiano († 1926)
- 29 novembre - Justin-Miranda-René Benoît, fisico francese († 1922)

## Dicembre(34)
- 1º dicembre - Alessandra di Danimarca, regina danese († 1925)
- 1º dicembre - Augustine Van de Vyver, vescovo cattolico belga († 1911)
- 3 dicembre - Ferdinando Aschieri, matematico italiano († 1907)
- 3 dicembre - Enrico Bignami, giornalista e politico italiano († 1921)
- 4 dicembre - Caroline Weldon, artista e attivista svizzera († 1921)
- 5 dicembre - Heinrich Fritsch, ginecologo tedesco († 1915)
- 6 dicembre - Peter Dangl, alpinista austriaca († 1908)
- 6 dicembre - Petko Vojvoda, rivoluzionario e patriota bulgaro († 1900)
- 7 dicembre - Juan Alais, chitarrista argentino († 1914)
- 8 dicembre - Charles-Émile Reynaud, inventore, regista e insegnante francese († 1918)
- 9 dicembre - Syrius Eberle, scultore e insegnante tedesco († 1903)
- 9 dicembre - Münire Sultan, principessa ottomana († 1862)
- 9 dicembre - Giulio Tonti, cardinale e arcivescovo cattolico italiano († 1918)
- 10 dicembre - Gaetano Sbodio, attore teatrale e drammaturgo italiano († 1920)
- 12 dicembre - Disma Marchese, vescovo cattolico italiano († 1925)
- 12 dicembre - Cesare Ponza di San Martino, politico e generale italiano († 1915)
- 14 dicembre - Cesare Fantacchiotti, scultore italiano († 1922)
- 15 dicembre - Alfred East, pittore, incisore e scrittore inglese († 1913)
- 15 dicembre - Arturo Soria, urbanista, ingegnere e giornalista spagnolo († 1920)
- 16 dicembre - Théophile Deyrolle, pittore e ceramista francese († 1923)
- 17 dicembre - William Gilson Farlow, botanico statunitense († 1919)
- 18 dicembre - Luigi Morandi, educatore, scrittore e grammatico italiano († 1922)
- 19 dicembre - Lujo Brentano, economista e politico tedesco († 1931)
- 21 dicembre - Ernest Jouin, presbitero, scrittore e giornalista francese († 1932)
- 21 dicembre - Arthur Lakes, geologo, scrittore e pittore britannico († 1917)
- 21 dicembre - Alfred Picard, funzionario, politico e ingegnere francese († 1913)
- 22 dicembre - Vincenzo Cosenza, avvocato, magistrato e politico italiano († 1924)
- 24 dicembre - Wilhelm Spemann, editore tedesco († 1910)
- 24 dicembre - Francesco Salesio Della Volpe, cardinale italiano († 1916)
- 25 dicembre - Giovanni Bedini, pittore italiano († 1924)
- 25 dicembre - Agnes Leclerc Joy, militare e infermiera statunitense († 1912)
- 26 dicembre - Vincenzo Franceschini, vescovo cattolico italiano († 1916)
- 26 dicembre - Giuseppe Marello, vescovo cattolico italiano († 1895)
- 29 dicembre - Carlo Mazzei, patriota italiano († 1860)

## Senza giorno specificato(58)
- Giuseppe Alliata-Campiglia, nobile italiano († 1874)
- Gabriele Ambrosio, scultore italiano († 1918)
- Giuseppe André, giornalista e scrittore italiano († 1903)
- Giorgio Ansaldi, designer e disegnatore italiano († 1922)
- Pietro Armanini, mandolinista e compositore italiano († 1895)
- Valentino Armirotti, politico italiano († 1896)
- Jules Léon Austaut, entomologo francese († 1929)
- Philipp Bauknecht, pittore tedesco († 1933)
- Émile Bertrand, mineralogista francese († 1909)
- Amalia Borisi, attrice teatrale italiana († 1922)
- Gabriel Marie Brideau, giornalista e rivoluzionario francese († 1875)
- Augusto Bucchia, generale e politico italiano († 1912)
- Henryk Johan Bull, navigatore, imprenditore e esploratore norvegese († 1930)
- Mattia Calandrelli, giornalista, scrittore e filologo italiano († 1919)
- Luigi Guglielmo Carletti, militare italiano († 1894)
- Giovanni Corbeddu Salis, criminale italiano († 1898)
- Gavino Cossu, romanziere italiano († 1890)
- Ippolito Tito D'Aste, commediografo italiano († 1935)
- Luigi Da Rios, pittore italiano († 1892)
- Emilio Degiorgis, generale italiano († 1908)
- Nikolaj Stepanovič Dolgov, rivoluzionario russo
- Juan Breva, chitarrista e compositore spagnolo († 1918)
- Anna Michajlovna Evreinova, scrittrice, avvocata e editrice russa († 1919)
- Paul Guillaume Farges, botanico e missionario francese († 1912)
- Amy Fay, pianista statunitense († 1928)
- Emilia Ferretti Viola, scrittrice italiana († 1929)
- Giuseppe Francini, inventore italiano († 1919)
- Fulvia Miani Perotti, scrittrice italiana († 1931)
- Aristide Gentiloni Silverj, nobile e archeologo italiano († 1936)
- Carl von Gersdorff, scrittore e nobile tedesco († 1904)
- Luigi Imperatori, pedagogo e teologo svizzero († 1900)
- Peter Janssen, pittore tedesco († 1908)
- Abdur Rahman Khan, emiro afghano († 1901)
- Francesco Licata, scultore italiano († 1882)
- Horatio Walter Lonsdale, scultore e pittore britannico († 1919)
- Urbano Lucchesi, scultore italiano († 1906)
- Shimun XVIII Rowil, vescovo cristiano orientale siro († 1903)
- Giacinta Martini Marescotti, giornalista italiana († 1912)
- Luigi Mazzocchi, ingegnere italiano († 1925)
- Mehmed Riza Pascià, militare ottomano († 1920)
- Alessandro Mentasti, organaro italiano
- Ahmed Midhat, scrittore turco († 1912)
- Giovanni Montano, medico e scienziato italiano († 1901)
- Rosa Piazza, educatrice italiana († 1914)
- Dīmītrios Rallīs, politico greco († 1921)
- Varvara Aleksandrovna Rudneva, medico russo († 1899)
- Albert Seibel, agronomo francese († 1936)
- Edward O'Connor Terry, attore teatrale britannico († 1912)
- Georgios Theotokis, politico greco († 1916)
- Gaetano Tognetti, patriota e rivoluzionario italiano († 1868)
- Henry H. Travers, naturalista neozelandese († 1928)
- Charles Émile Troisier, medico francese († 1919)
- Don Rocco Vaquer, nobile e politico italiano († 1892)
- Théophile Wahis, militare belga († 1921)
- William Wallace, filosofo britannico († 1897)
- Anton von Winzor, politico austriaco († 1910)
- Adam Worth, criminale tedesco († 1902)
- Vicente de Paul Andrade, missionario messicano († 1915)